# 蜗牛信使
《蜗牛信使》是Sandlot Games于2004年12月发行的电脑游戏。后来通过WiiWare服务在Wii上发行，并又在iOS上推出。玩家在这款快节奏竞速游戏，操作背有加速器的蜗牛避开敌人和障碍，最后通过关卡。

## 玩法
游戏主角是背有推进器的信使蜗牛，玩家操控它躲避敌人和障碍，从而通过不同关卡。游戏设定于太空中，采用卡通渲染画面。《蜗牛信使》有邮局、计时和挑战三种模式。多人模式中其他玩家会控制其它颜色蜗牛完成同一任务。游戏一共有50关。

## 评价
媒体对游戏评价不一。任天堂游戏评论网站Nintendo Life称赞画风多彩，但批评系统操控蹩脚。评论称太过相似的关卡让游戏乐趣打折，另外游戏画面偶尔给操作带来麻烦，比如镜头随玩家移动。TouchArcade对iOS版评价积极，称“游戏的一切都很有趣”，IGN也为该版本打出8/10的高分。